# Elita
Elita – kategoria osób znajdujących się najwyżej w hierarchii społecznej, pod jakimś względem wyróżnionych z ogółu społeczeństwa. Elity mają często zasadniczy wpływ na władzę oraz na kształtowanie się postaw i idei w społeczeństwie. 
Wśród socjologów nie ma zgody co do tego, czy elita jest grupą społeczną. Współczesne podejścia skłaniają się raczej ku stanowisku, że elicie brak takich cech grupy jak wewnętrzna organizacja, odrębność czy więź. Elitą są więc różnorodne zbiory utworzone przez ludzi wyróżniających się w rozmaitych dziedzinach. 
W XVIII wieku terminem „elita” określano dobra szczególnej jakości.

## Tworzenie się elit
Janusz Sztumski wyróżnił kilka mechanizmów konfigurowania się elit:
- ex domini gratia: elitarna grupa włącza w swój obręb kolejną jednostkę w drodze nadania jej jakiejś godności,
- ex signi: łączenie się w grupę osób dziedziczących godności lub tytuły rodowe, tzw. elita herbowa,
- ex auctoritate: łączenie się w grupę osób o dużym zakresie władzy lub szczególnych kompetencjach merytorycznych,
- ex virtute: wyłanianie się poprzez powszechne uznanie rzeczywistych cnót posiadanych przez dane osoby,
- ex aliquae causa: na podstawie dowolnych, zróżnicowanych przyczyn, np. wyjątkowo cenionego wykształcenia, sukcesów sportowych, osiągnięć artystycznych i innych[1].

## Rodzaje elit
W społeczeństwie można wskazać na wiele rodzajów elit, opierając się na różnych kryteriach ich wyróżniania. 

### Ze względu na podstawę wyróżniania
Próbę uporządkowania sposobów wyróżniania elit można znaleźć w pracy polskiego filozofa i socjologa Czesława Znamierowskiego. Wskazuje on, że sposoby te są niejednorodne i historycznie zmienne. Podstawą wyróżniania elit mogą być zarówno kryteria obiektywne (na przykład pozycja w strukturze społecznej) jak i subiektywne (opinie różnych grup społecznych). Kryteria te mogą dotyczyć:
- cech ciała i umysłu jednostek, takich jak kondycja fizyczna, odwaga czy inteligencja (elita walorów); tego rodzaju elitą jest merytokracja;

- wielkości i rodzaju majątku posiadanego przez jednostki (elita posiadania);

- stosunku jednostki do innych jednostek; najczęstszą tego rodzaju elitą jest elita  rodowa, do której przynależność zależy od „dobrego urodzenia”, czyli bycia potomkiem członków elity, a inną tego rodzaju elitą jest elita ustosunkowanych, czyli osób pozostających w dobrych stosunkach z osobami wybitnymi;

- ról pełnionych przez daną jednostkę; role takie uznawane za szczególnie cenne dla danej społeczności, na przykład politycy, urzędnicy, lekarze, prawnicy, naukowcy, wojskowi (elity funkcji);

- wybitnych zasług wobec społeczności (elita zasług).

### Ze względu na obszar wyróżniania
Tworzenie się elit jest zjawiskiem powszechnym i obserwowanym we wszystkich zbiorowościach społecznych. W zależności od tego, jaki obszar życia społecznego rozpatrujemy, możemy wskazać odpowiadającą mu elitę. Można więc mówić o elitach gospodarczych czy politycznych; o elitach wojskowych, akademickich, kultury; elicie zakładu pracy czy stowarzyszenia. Kultura tworzona dla elit nazywana jest kulturą elitarną.
Pozostaje przedmiotem sporu, czy w społeczeństwach istnieje jedna hierarchia społeczna, a tym samym jedna ogólna elita, czy też mamy do czynienia z mozaiką różnych hierarchii, niedających się w prosty sposób uporządkować. Tym samym osoba należąca do jednego rodzaju elity niekoniecznie musiałaby być wyróżniona na innym gruncie społecznym. 
Znamierowski wskazuje, że obok wielu elit ograniczonych do własnego obszaru działania (takich jak armia, zakład pracy, partia), istnieje również elita godności, czyli zbiorowość ludzi wyróżnionych przez ogół społeczeństwa. To ta elita ma szczególną skłonność do podkreślania swojej społecznej wyjątkowości (godności) i odgradzania się od reszty społeczeństwa. 
Charles Wright Mills w swojej książce o elicie władzy wskazuje, że w USA istnieje elita władzy oparta na świecie armii, wielkich korporacji oraz polityki, które nazywa on wielką trójką. Wykazuje on, że między tymi trzema sferami bez przerwy następuje przepływ (wysocy oficerowie obejmują ważne stanowiska polityczne, politycy po zakończeniu kadencji obejmują funkcje w organach spółek kapitałowych, z kolei bogacze świata korporacji często obejmują stanowiska polityczne). Jednocześnie zauważa, że owa elita wykazuje tendencje do ograniczania dopływu ludzi nowych. Najważniejsze stanowiska są w znacznym stopniu zarezerwowane dla dzieci potentatów, którzy zapewniają im właściwą edukację i odpowiednie kontakty.

## Zamykanie się elit
Jedną z głównych cech elit jest ekskluzywizm, czyli skłonność do odgraniczania się od społeczeństwa i ograniczania dostępu do elity. Osoby należące do elity starają się też podkreślić swoją wyższość i odrębność poprzez propagowaną ideologię i styl życia. Podkreślanie wyższości ma często postać elitaryzmu czyli poglądu, że sądy i działania jednostek należących do elity są bardziej wartościowe, a one same są legitymowane do sprawowania władzy. 
Elity które zinstytucjonalizowały swoją odrębną pozycję wobec reszty społeczeństwa Znamierowski nazywa elitami kastowymi.
W zależności od stosunku elit do reszty społeczeństwa, Znamierowski wyróżnia elity pasożytnicze (dbające jedynie o swoje dobro i pozycję) oraz elity rycerskie (dbające o dobro reszty społeczeństwa). Zwykle elementy pasożytniczy i rycerski są przemieszane. Im bardziej elita jest kastowa i pasożytnicza, tym bardziej jest obca społeczeństwu i podatna na degenerację.

## Teoria elit
Wielu socjologów i politologów i filozofów zajmowało się rolą, powstawaniem i funkcjonowaniem elit w społeczeństwie. Prace te zaliczane są do nurtu teorii elit. Najbardziej znanymi teoretykami elit są Vilfredo Pareto, Gaetano Mosca, Robert Michels czy C. Wright Mills. Wyróżniali oni różne rodzaje elit, choć ich uwaga koncentrowała się przede wszystkim na elicie władzy i jej wpływowi na politykę.